# Strom Thurmond
James Strom Thurmond (Edgefield, 5 dicembre 1902 – Edgefield, 26 giugno 2003) è stato un politico statunitense, senatore per lo stato della Carolina del Sud dal 1954 al 2003 ed in precedenza governatore dello stesso stato dal 1947 al 1951. Figura politica statunitense rilevante al Senato e controversa per via delle proprie inclinazioni al segregazionismo, fu il terzo senatore della storia americana a superare i cent'anni d'età e l'unico a festeggiare il secolo di vita mentre era ancora in carica. Inizialmente membro del Partito Democratico, cambiò affiliazione politica nel 1964 aderendo al Partito Repubblicano in aperto contrasto con la svolta dei diritti civili del partito dell'asinello e il Civil Rights Act dello stesso anno. Thurmond si candidò alla presidenza nelle elezioni del 1948 con il partito dei Dixiecrat, frutto della scissione dei segregazionisti dal Partito Democratico.

## Biografia
Figlio di John William Thurmond (1862-1934) e di Eleanor Gertrude Strom (1870-1958), da giovane frequentò la Clemson University (dove divenne membro dell'associazione studentesca segreta Pi Kappa Alpha), laureandosi in orticoltura nel 1923. Lavorò come contadino, allenatore e preparatore atletico prima di essere arruolato nell'Esercito degli Stati Uniti.
Nel 1933 cominciò la sua carriera politica venendo eletto al Senato della Carolina del Sud. Prese parte alla seconda guerra mondiale e partecipò allo sbarco in Normandia come tenente colonnello: ricevette, per le sue imprese belliche, 18 tra decorazioni, medaglie e attestati di merito. Nel dopoguerra, approvò con decisione le leggi Jim Crow, che ribadivano il netto segregazionismo del suo Stato.
Nel 1946 vinse le primarie del Partito Democratico con il 57% dei voti e divenne abbastanza facilmente governatore della Carolina del Sud. Tuttavia le sue scelte in materia d'integrazione col popolo afroamericano lo portarono ad avere numerosi contrasti con la linea ufficiale del partito.

### I Dixiecrat
Nel 1948, in segno di protesta contro la decisione del presidente democratico Harry S. Truman di abolire la segregazione razziale nell'esercito, fondò il partito dei Dixiecrat (da Dixie, abitante del Sud statunitense) e si candidò come presidente degli Stati Uniti. I Dixiecrat erano elettori del sud tendenzialmente favorevoli al programma politico dei democratici, ma strenuamente contrari alle leggi anti-segregazionismo. Nelle elezioni presidenziali del 1948 Thurmond superò il milione di voti, ottenne il 2,4% dei consensi e conquistò 39 grandi elettori: un ottimo risultato, considerando che egli poteva essere votato solo in pochi Stati.
Nel 1950 si candidò al Senato, ma ottenne il 46% dei voti e venne sconfitto dal democratico Olin D. Johnston: questa fu l'unica volta in cui Thurmond perse in un'elezione locale.
Alle elezioni presidenziali del 1952 appoggiò il candidato repubblicano Dwight D. Eisenhower. Due anni dopo venne eletto al Senato con il 63% dei voti: fu la prima volta in cui un candidato write-in (ovvero un candidato non presente nella scheda elettorale, il cui nome viene scritto manualmente dall'elettore) riuscì a vincere una consultazione per il Senato statunitense.
La sua opposizione alle leggi sui diritti civili è sottolineata dal record per il discorso più lungo tenuto da un solo senatore: nel 1957 Thurmond parlò ininterrottamente per 24 ore e 18 minuti contro il Civil Rights Act proposto dal Presidente Eisenhower. Il suo obiettivo era quello di parlare più a lungo possibile per evitare che si passasse alla votazione, una pratica nota come “filibustering”. Il discorso incluse parti completamente irrilevanti come la ricetta dei biscotti della nonna di Thurmond.
Col passare del tempo però una grandissima fetta dell'opinione pubblica, soprattutto democratica, accettò l'idea dell'integrazione tra bianchi e neri e pertanto i Dixiecrat andarono in crisi: alle presidenziali del 1960 Strom Thurmond venne scelto dall'indipendente (ma anche lui ex democratico) Harry F. Byrd come candidato vicepresidente ma i due ottennero solo lo 0,4% dei voti.

### Il passaggio al Partito Repubblicano

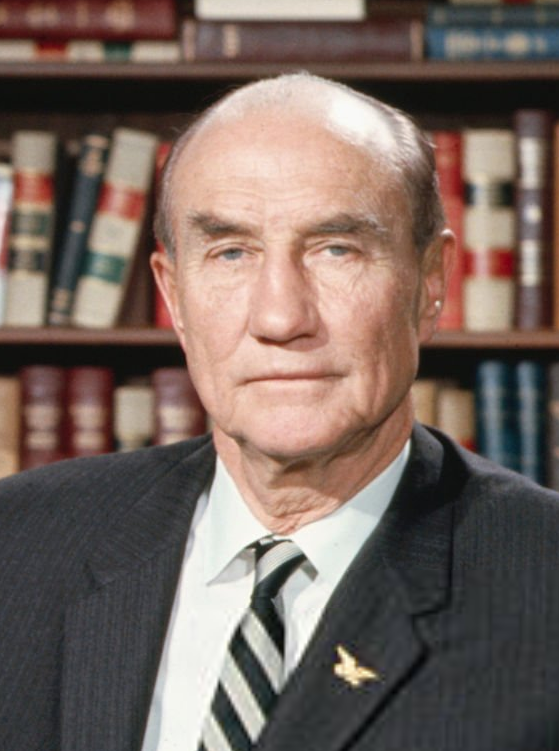
Ritratto ufficiale del senatore J. Strom Thurmond (R-SC), 1967.

Il 16 settembre del 1964 Thurmond cambiò nuovamente partito ed entrò nel Partito Repubblicano. Nel frattempo, dal 1952 in poi (tranne per una breve parentesi dall'aprile al giugno del 1956) confermò sempre il suo seggio al Senato, con risultati abbastanza altalenanti, ma mai sotto il 53%. Anche quando superò i novant'anni di vita gli elettori del suo Stato continuarono a dargli fiducia: raggiunse così un record difficilmente eguagliabile.
Strom Thurmond fu abbastanza influente durante le amministrazioni di Richard Nixon e Ronald Reagan. Nella sua lunghissima permanenza al Senato, egli ebbe modo di sconfessare gran parte delle riforme segregazioniste che aveva fermamente appoggiato in precedenza.
A partire dagli anni Ottanta in poi, fu molte volte candidato come presidente pro-tempore del Senato statunitense, incarico che tradizionalmente viene affidato a politici molto anziani: nel 1981, nel 1983 e nel 1985 sconfisse il democratico John C. Stennis, che però si prese la rivincita nel 1987; successivamente Thurmond fu battuto da Robert Byrd nel 1989, che lo superò anche nel 1991 e nel 1993 57-43; nelle tre elezioni dal 1995 al 1999 riuscì a spuntarla il repubblicano, mentre nelle quattro consultazioni che si svolsero nel 2001 egli e Byrd si divisero le vittorie.

## Vita privata
Thurmond si sposò la prima volta il 7 novembre del 1947 con Jean Crouch, donna di 24 anni più giovane di lui che morì di cancro nel 1960; i due non ebbero figli.
Il 22 dicembre del 1968 avvennero le sue seconde nozze con Nancy Janice Moore, miss South Carolina nel 1965 e 44 anni più giovane di lui; i due si separarono nel 1991 ma non divorziarono mai. La coppia ebbe quattro figli: Nancy Moore Thurmond (nata quando il padre aveva 69 anni e uccisa nel 1991 da un autista ubriaco), James Strom Thurmond Jr., Juliana Gertrude Thurmond Whitmer e Paul Reynolds Thurmond.
Poco dopo la sua morte, Essie Mae Washington-Williams annunciò di essere figlia illegittima dell'ex senatore essendo nata nel 1925 da una relazione tra Thurmond e una domestica nera di nome Carrie Butler: la notizia, poi confermatasi veritiera, fece scalpore considerata l'opinione che egli aveva degli afroamericani in quel periodo.